# Герої Матемагії
Герої Матемагії  — дитяча навчальна гра для мобільних та ПК пристроїв створена українською студією Bristar Studio. Герої Матемагії це перша навчальна гра, яка входить до пілотного проекту «Нова українська школа» у рамках ігрового навчання для середніх та початкових шкіл України та випущена в 2017 році.
Основною метою гри є бій з монстрами за допомогою вирішення арифметичних задач (кожне заклинання в грі — це арифметичний приклад). Гра створювалася на принципах едьютеймент навчання за шкільною програмою з математики для 1-5 класу.
У процесі гри учень навчається основним математичним діям: додаванню, відніманню, множенню та діленню. Процес навчання стає захоплюючим і викликає позитивні емоції. Гра доступна на українській, англійській, німецькій, французькій, та російській мові.
Компанія співпрацює зі школами та альтернативними школами та з 2012 року відкрила портал Universinet з навчальними іграми. Наразі, більшість ігор перейшли на мобільні платформи.

## Ігровий процес
Геймплей гри це класична покрокова RPG з можливістю покращувати характеристики персонажа. У грі присутні кілька локацій, кожна з якої прив'язана до конкретних арифметичних задач (світ сніговиків боїться віднімання, світ зомбі боїться множення, і так далі). Всі завдання і нагороди гравцеві видає професор. Найголовніша мета — перемогти Дракона і врятувати казкову країну. Для цього гравець повинен вдосконалювати рівень та свої заклинання (створювати подвійні арифметичні приклади). На кожній локації є свій бос.
Гра складається з трьох ігрових кола, де кожне коло пропонує арифметичні приклади від самого простого рівня складності (початковий клас) до найскладнішого. Поки гравець не навчиться вирішувати наявні арифметичні приклади які йому доступні, нові не будуть відкриватись.
У грі реалізована покрокова система бою з двома фазами: атака та захист. У будь-який момент гравець може зберегти створеного персонажа на освітньому шкільному сервері UniBox
, після чого відкрити PVP-арену для боїв з друзями в режимі реального часу. Гра розроблялася на Unity під мобільні і ПК пристрої. За час розробки гри, локації та механіка гри неодноразово змінювалась.

## Сюжет гри
У світі Матемагіі давно все пішло шкереберть: долини заповнили монстри, а в ущелинах ховаються справжнісінькі бандити! Під чуйним керівництвом Вчителя, гравцеві доведеться дати їм відсіч, маючи в руках лише книгу з заклинаннями і навичками арифметики.

## Відгуки та Критика
Гру відправляли на педагогічну та психологічну експертизу перед публікацією у світ. Гра отримала позитивні відгуки від професорів з питань педагогіки та психологів.
Відмічають вміле поєднання комп'ютерної гри з навчальним процесом та створення реальних умов для підвищення мотивації учнів щодо засвоєння правил використання арифметичних дій. Психологи відмічали просту, ненав'язливу графіку та зрозумілий інтерфейс. Гру схвалювали за механіку: «гра побудована таким чином, що учні в процесі гри мають проявляти уважність та кмітливість».

## Цікаві Факти
• У наметі відьми знаходиться 3 бочки, однак гравець їх ніяк не зможе побачити;

• Гравець і монстри під час бою не вмирають. При виграші — стрибають і радіють, програші — плачуть;

• Герої Матемагії входить до хмарного серверу UniBox з освітніми іграми та програмами для шкіл України;

• Спочатку гра планувалася в 2D з примітивною механікою «питання-відповідь»;

• В кінці 2017 року, розробники отримали гриф на гру від Міністерства освіти України що її дозволено використовувати в загальноосвітніх навчальних закладах та в рамках позакласної роботи.